# Cortinarius hinnuleus
Cortinarius hinnuleus (Elias Magnus Fries, 1838) din încrengătura Basidiomycota, în familia Cortinariaceae și de genul Cortinarius este necomestibil și una din cele mai frecvente specii de ciuperci europene în regiunile cu clima temperată care coabitează, fiind un simbiont micoriza (formează micorize pe rădăcinile arborilor). O denumire populară nu este cunoscută. În România, Basarabia și Bucovina de Nord se dezvoltă de la câmpie la munte, nu rar în mase, în toate tipurile de pădure și la marginile lor, pe de o parte sub fagi, plopi sia stejari, pe de alta sub molizi și pini. Timpul apariției este din iunie până în noiembrie (decembrie).

## Taxonomie

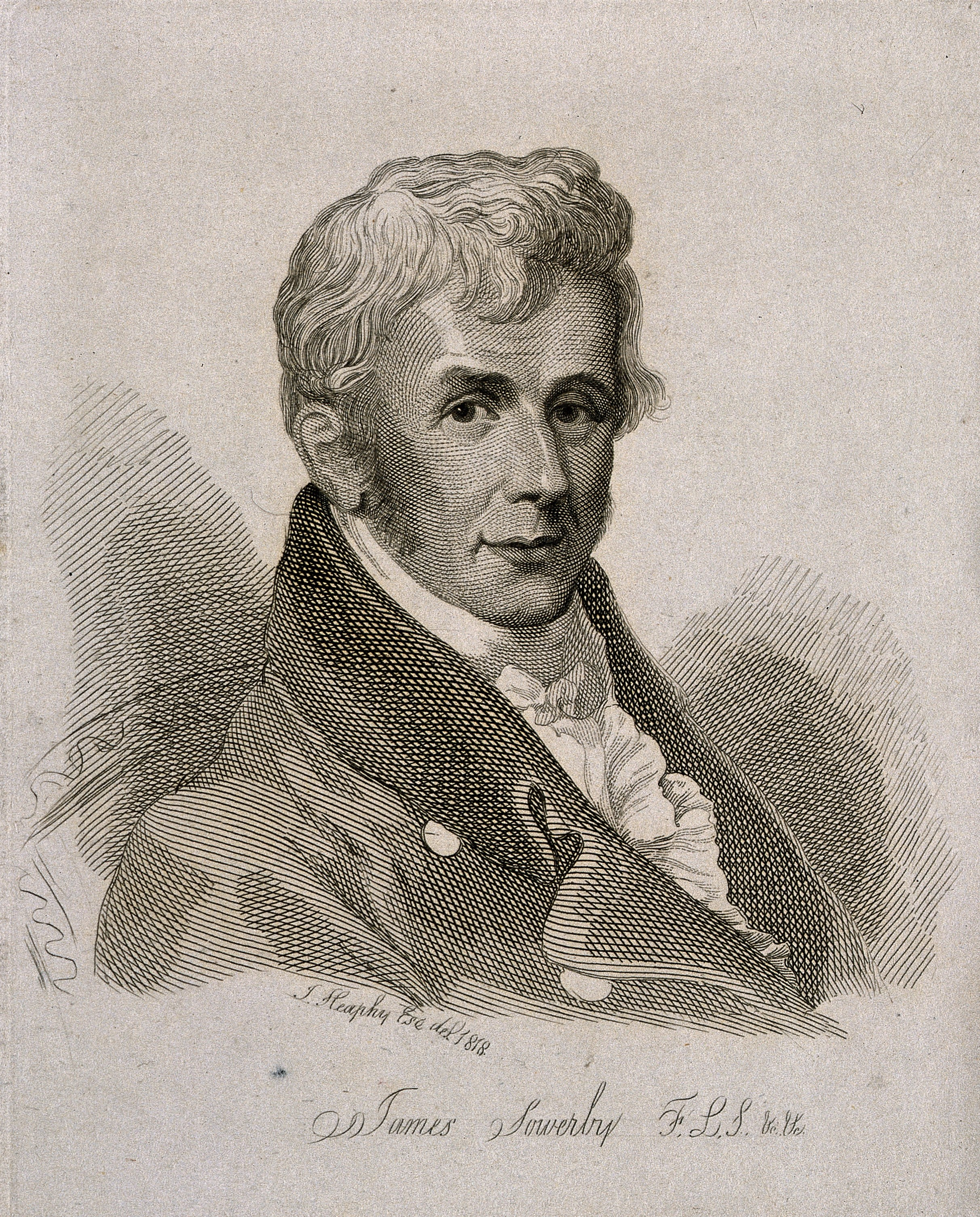
James Sowerby

Numele binomial a fost determinat de cunoscutul savant englez James Sowerby  drept Agaricus hinnuleus care a descris și desenat specia în volumul 2 al operei sale Coloured figures of English Fungi or mushrooms din 1799.
Apoi, în 1838, renumitul savant Elias Magnus Fries a transferat specia la genul Cortinarius sub păstrarea epitetului, de verificat în cartea sa Epicrisis systematis mycologici, seu synopsis hymenomycetum, fiind și numele curent valabil (2022).
Sinonim obligatoriu este Telamonia hinnulea al micologului german Friedrich Otto Wünsche din 1877, bazând pe descrierea lui Fries.
Toți ceilalți taxoni (inclus formele și variațiile descrise) sunt acceptați drept sinonime (vezi infocaseta).
Epitetul specific este derivat din cuvântul latin (latină hinnuleus=căprior, bardou sau cerb tânăr), referindu-se la aspectul cuticulei.

## Descriere

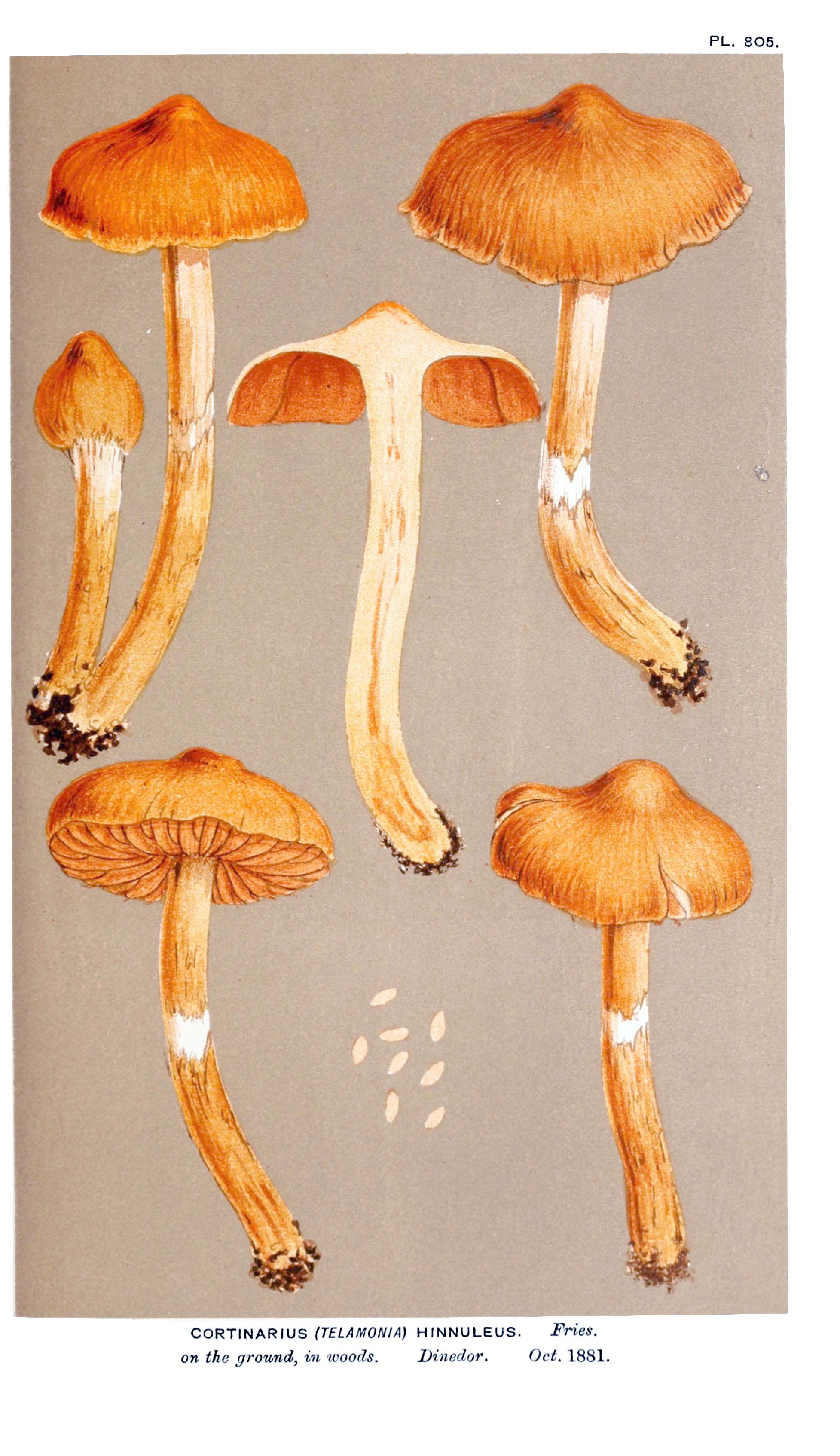
Cooke: Cortinarius hinnuleus

- Pălăria: higrofană, destul de subțire și fragilă cu un diametru de 3-6 (7) cm este la început emisferic-campanulată cu marginea răsucită spre interior, apoi convex-aplatizată, bordurată cu resturi albe ale vălului, și în vârstă nu rar adâncită cu striații verticale la periferie, dezvoltând aproape mereu o cocoașă centrală ascuțită. Cuticula netedă și strălucitoare este la început acoperită ocazional de fibre albicioase ale vălului. Coloritul brun-roșiatic până brun-negricios se schimbă la ariditate, datorită higrofanității, decolorându-se brun-gălbui deschis până pal ocru-maroniu în benzi radiale.
- Lamelele: destul de groase și foarte îndepărtate între ele, intercalate cu lameluțe de lungime diferită, ocazional bifurcate, atașate slab rotunjit și lat la picior, sunt învăluite la început de o cortină albicioasă, formată din fibre foarte fine ca păienjeniș, resturi ale vălului parțial. Coloritul ca mierea sau brun-gălbui devine la bătrânețe brun de scorțișoară. Muchiile sterile și netede sunt de aceiași culoare, parțial ceva mai deschise, în tinerețe aproape albicioase.
- Piciorul: cu o înălțime de 3-8 (10) cm și o grosime de 0,4-0,9 (1,1) cm este uscat, rigid, fibros, cilindric, uneori îndoit, plin, la bătrânețe gol pe dinăuntru. Prezintă o zonă inelară albă și trecătoare în formă de cordon. Coloritul poate fi crem-bej, bej-maroniu până brun, dar tija este adesea învăluită abundent de la inel în jos ca cu o cizmă albă de restul vălului universal, baza rămânând mereu albă.
- Carnea: destul de subțire, în pălărie fragilă, în picior fibroasă, este ocru-albicioasă, crem-bej până brun-gălbuie, fiind în prima treime a tijei marmorată, mirosul fiind penetrant pământos cu nuanțe de sfeclă roșie, iar gustul blând, dar mucegăit.[4][5]
- Caracteristici microscopice: are spori larg elipsoidali, scurt turtiți sub-apicular cu apexul întotdeauna larg rotunjit și un ornament superficial aspru verucos, proeminent de aproximativ 0,5 µm lungime, măsurând 7-8,1 x 5,2-6,3 microni. Pulberea lor este brun-ruginie. Basidiile clavat-fusiforme cu 4 sterigme fiecare au o dimensiune de 25-40 x 7-8 microni. Celulele cuticulei (pileipellis) sunt parțial gelificate (mai degrabă sporadic), în rest destul de largi, în general peste 5 µm și hialine sau cel mult foarte fin încrustate. Hipodermul clar dezvoltat, dar cu celule alungite și cu abia mai mult de 15 µm lățime, cu un pigment maro pal, parțial granular în pereții groși, în straturi mai adânci, de asemenea, fin încrustate cu dungi transversale. Cheilocistidele (elemente sterile situate pe muchia lamelor) nu mai mari decât bazidiile prezintă numeroase celule marginale în formă de măciucă (probabil deja diferențiabile de bazidiole), iar trama lamelară este de un maroniu pal din cauza incrustațiilor fine. [10][11]
- Reacții chimice: carnea și vălul se decolorează cu Hidroxid de potasiu de 40% brun închis, iar cuticula castaniu până la brun-măsliniu sumbru și carnea cu tinctură de Guaiacum încet verzui.[10][12]

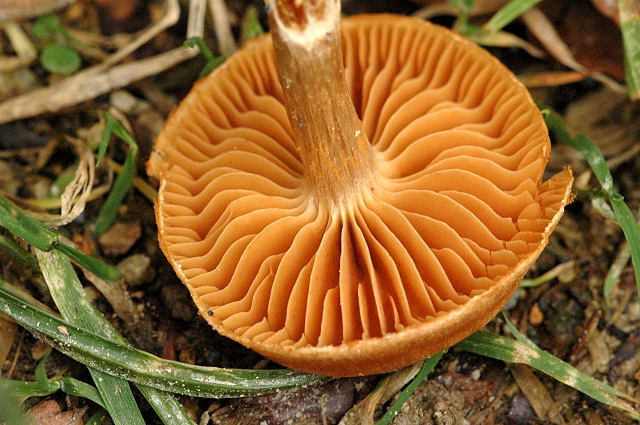
C. hinnuleus, lamele și picior
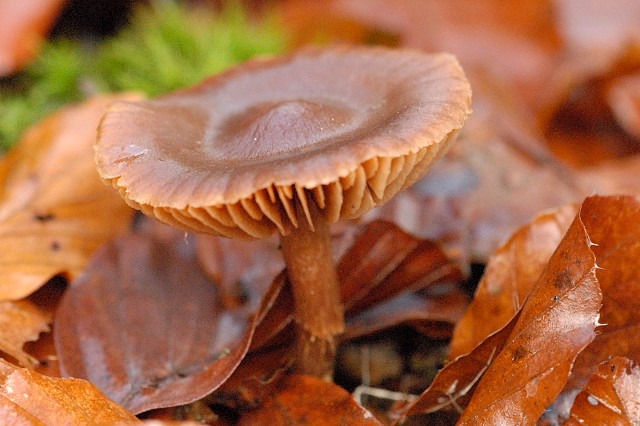
C. hinnuleus, aspect lateral
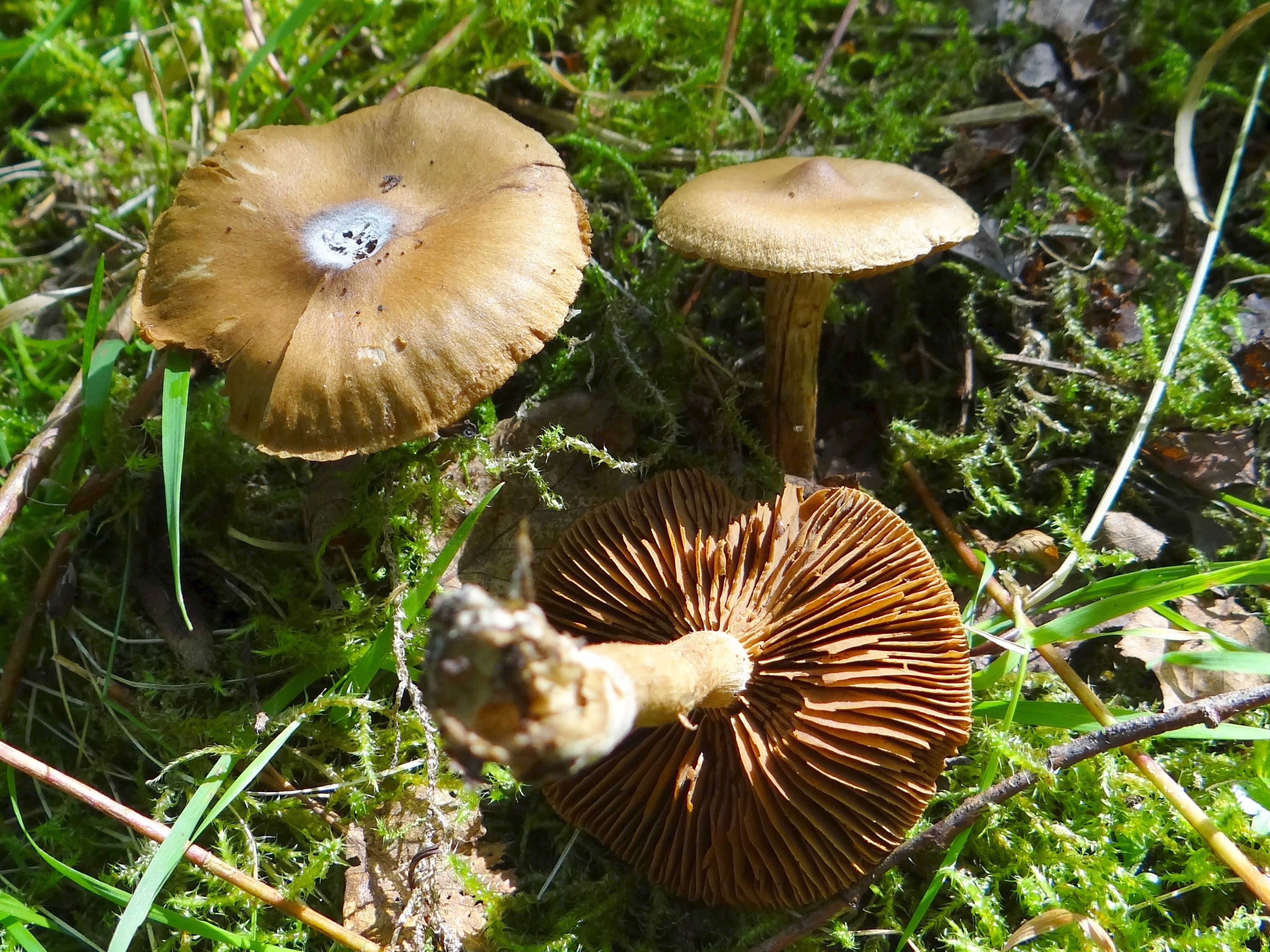
C. hinnuleus în diverse stadii de evoluție
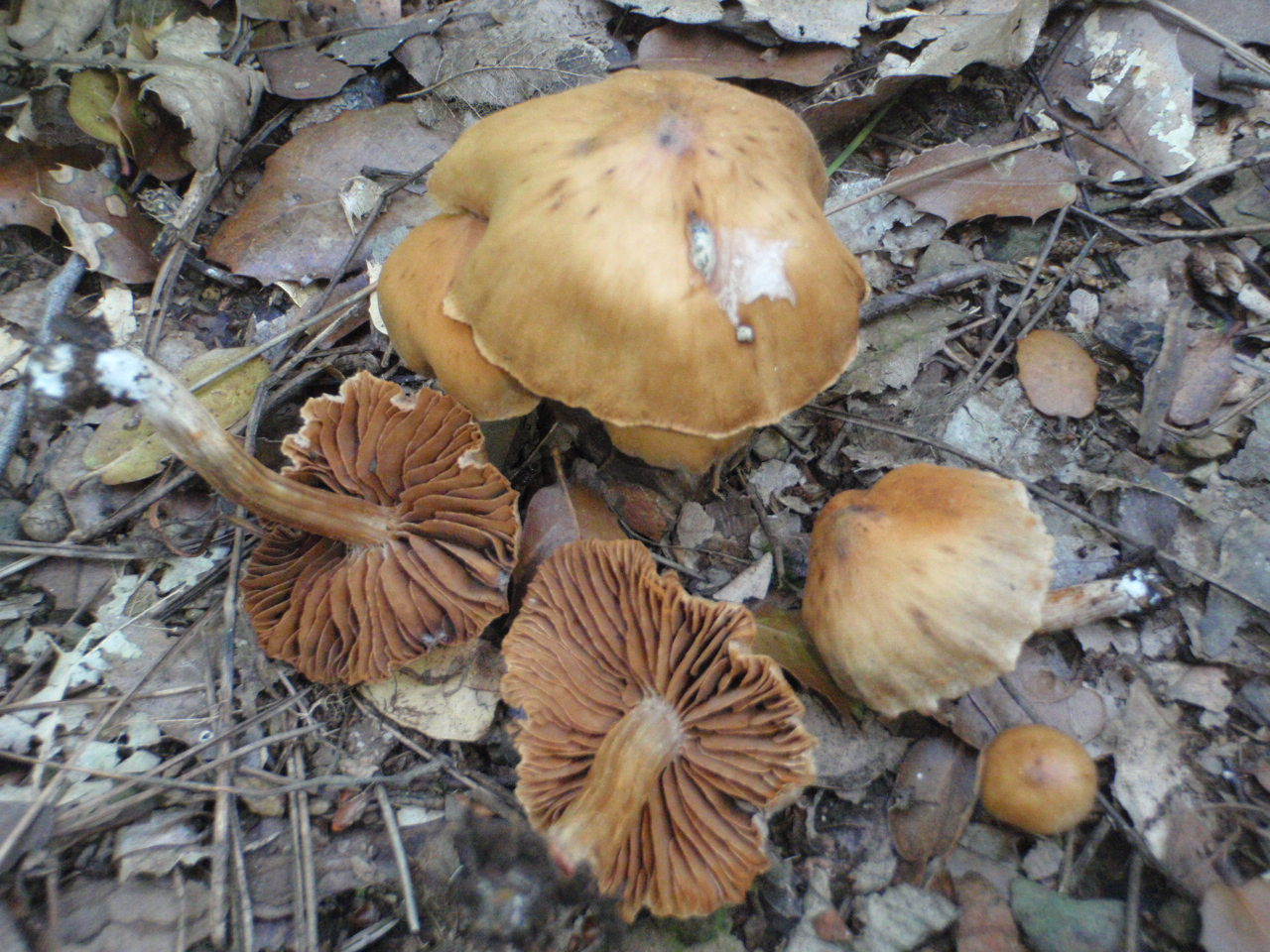
C. hinnuleus bătrâni
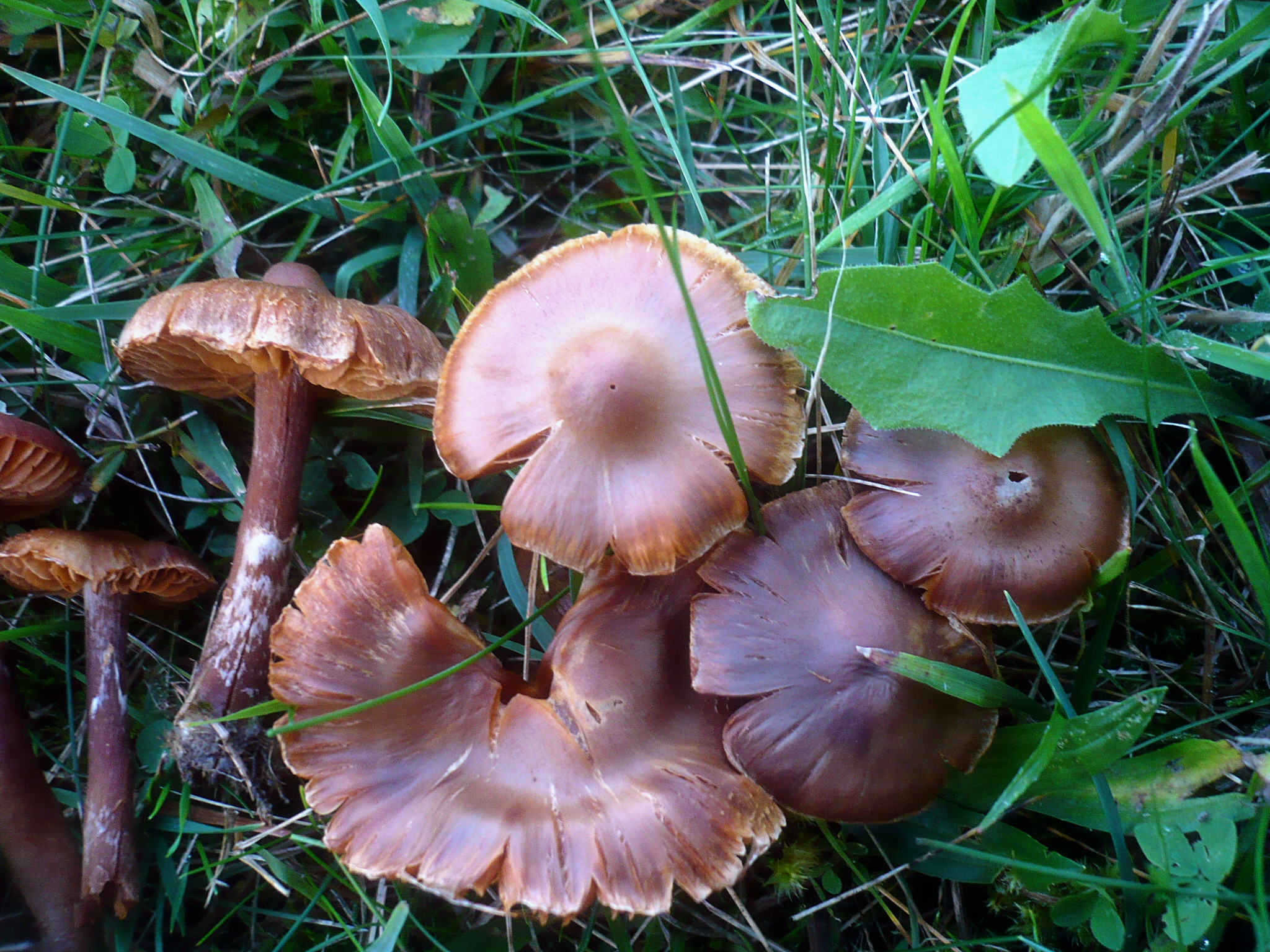
C. hinnuleus, grup de culoare mai închisă

## Confuzii
Acest burete poate fi confundat cu de exemplu: Cortinarius brunneus (otrăvitor), Cortinarius cagei sin. Cortinarius bicolor (necomestibil), Cortinarius callisteus (otrăvitor), Cortinarius cinnamomeoluteus (otrăvitor) Cortinarius croceus (otrăvitor), Cortinarius colus (necomestibil), Cortinarius cotoneus (otrăvitor), Cortinarius fasciatus (necomestibil), Cortinarius fulvescens (necomestibil), Cortinarius gentilis (otrăvitor), Cortinarius limonius (posibil letal), Cortinarius laniger (necomestibil), Cortinarius obtusus (necomestibil), Cortinarius palustris (suspect) , Cortinarius puniceus (suspect) + imagini, Cortinarius rigens (necomestibil), Cortinarius saniosus (mortal) + imagini,Cortinarius sertipes (necomestibil), Cortinarius speciosissimus (mortal), Cortinarius tophaceus (otrăvitor), + imagini Cortinarius tortuosus (otrăvitor), Cortinarius uliginosus (otrăvitor) sau Cortinarius venetus (otrăvitor).

## Specii asemănătoare în imagini

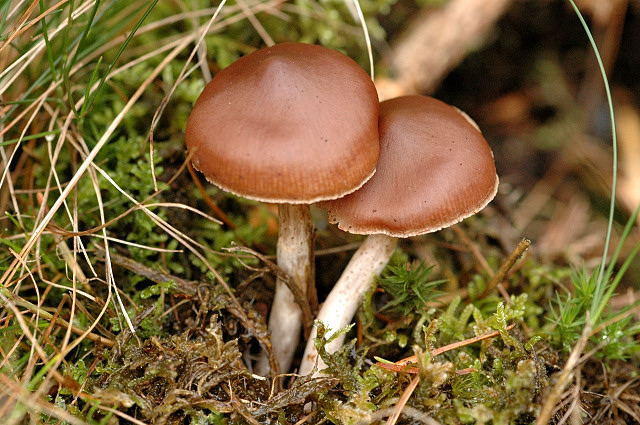
!!Cortinarius brunneus!!
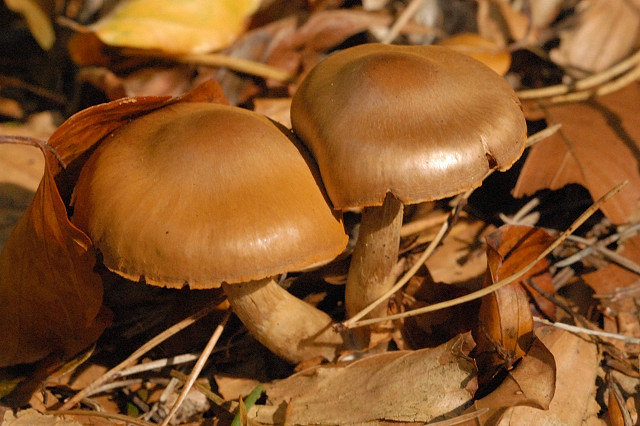
!Cortinarius cagei!
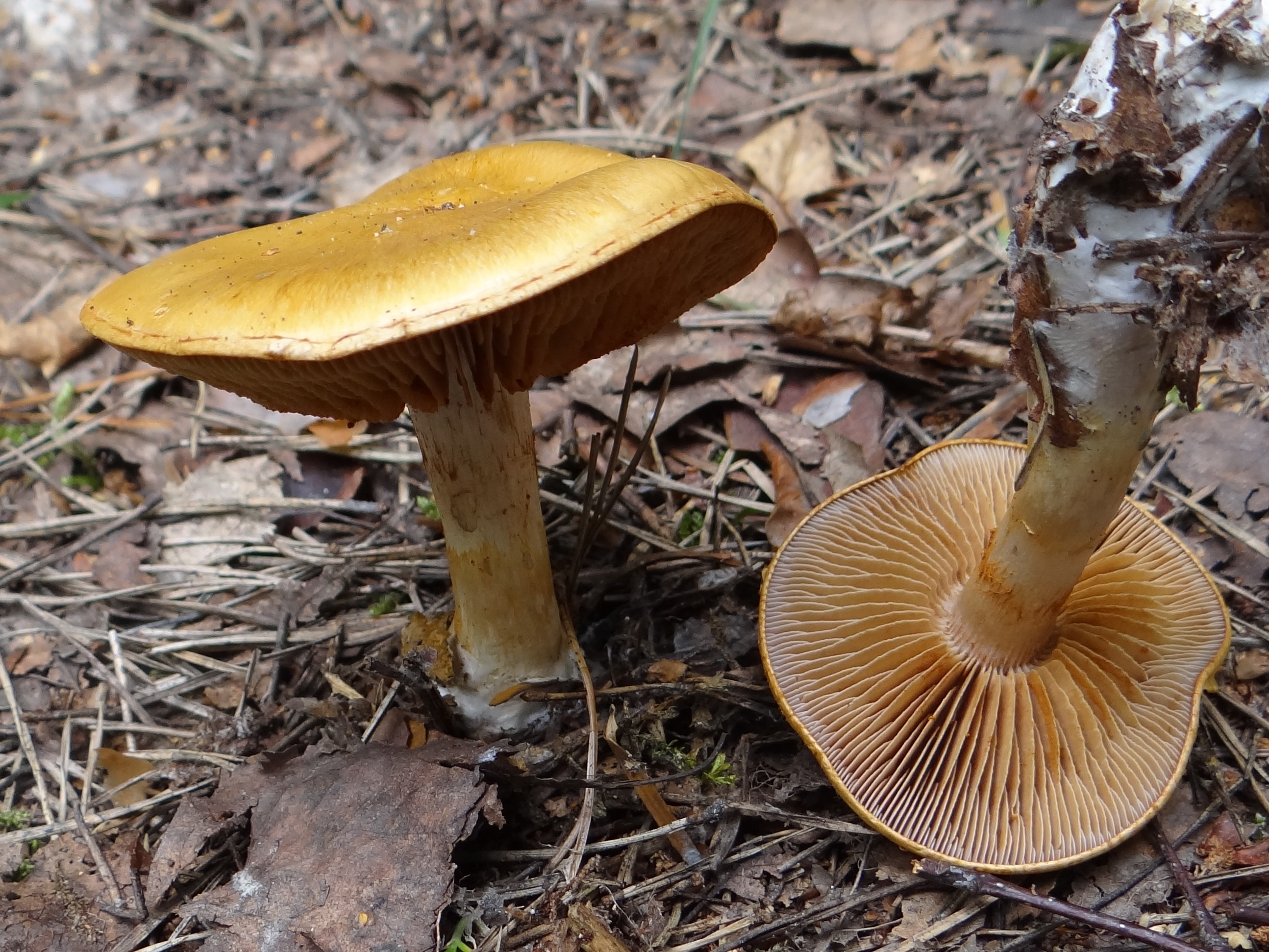
!!Cortinarius callisteus!!
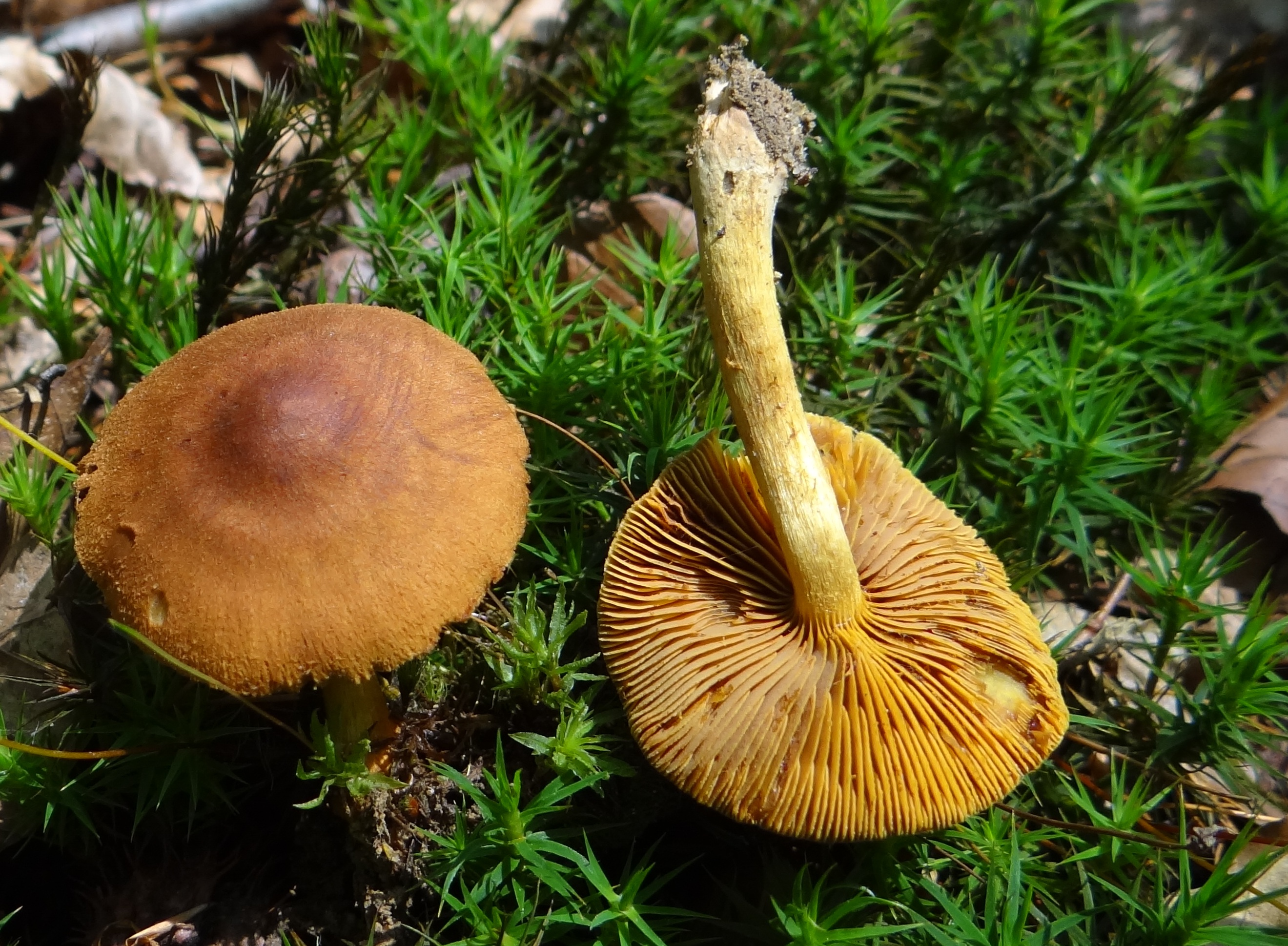
!!Cortinarius cinnamomeoluteus!!
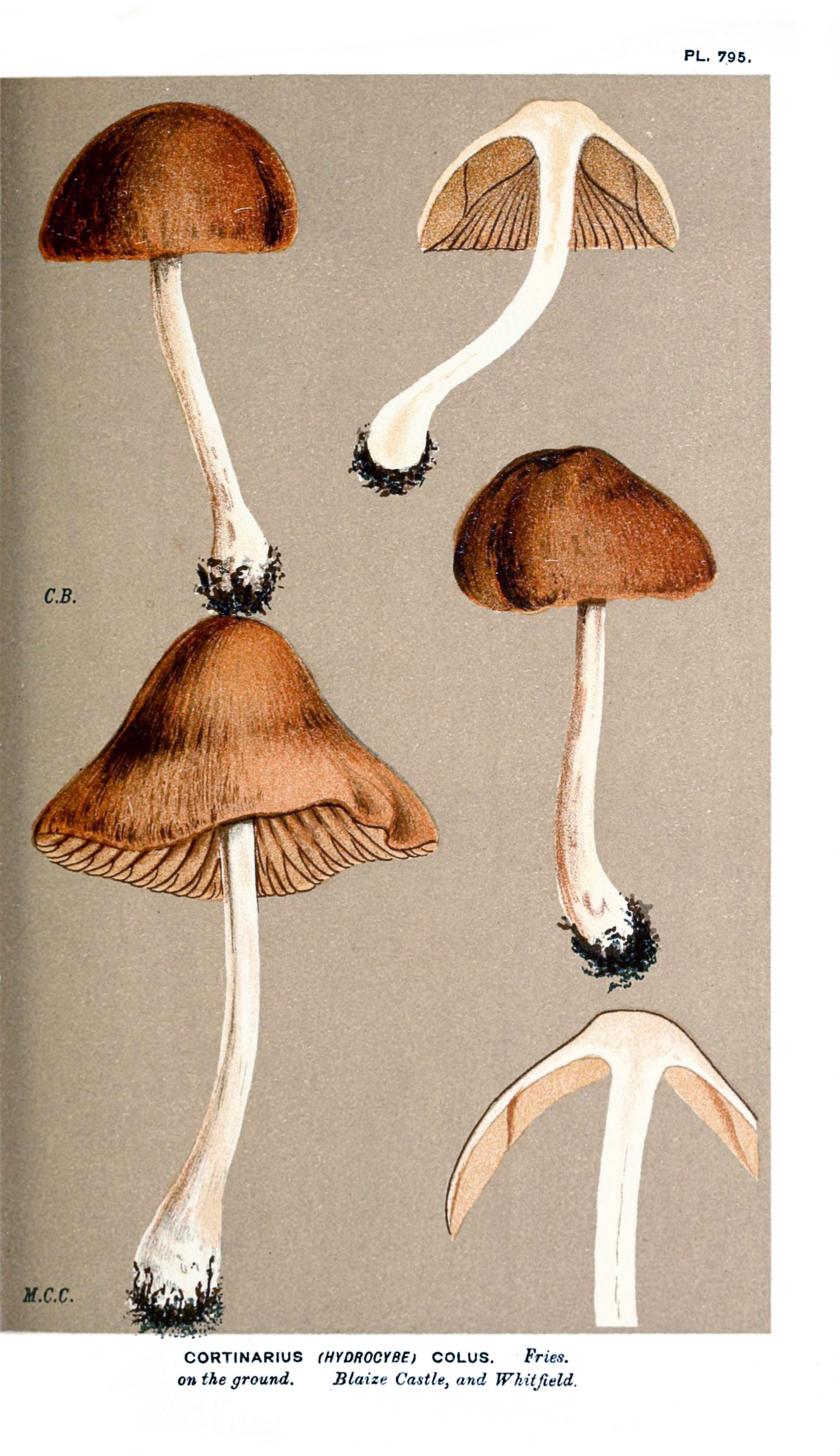
!Cortinarius colus!
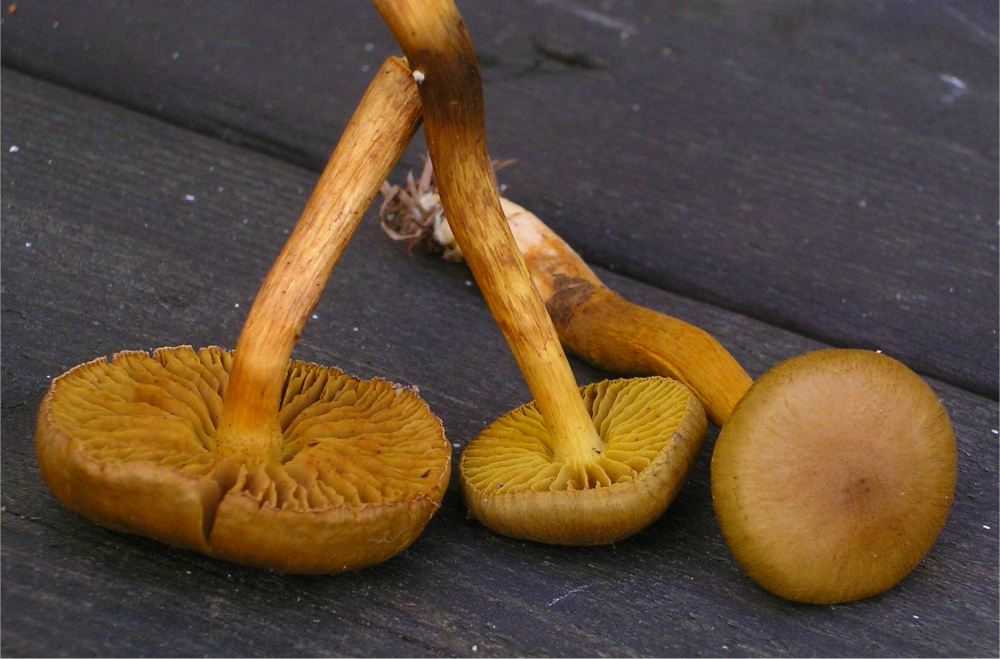
!!Cortinarius croceus!!

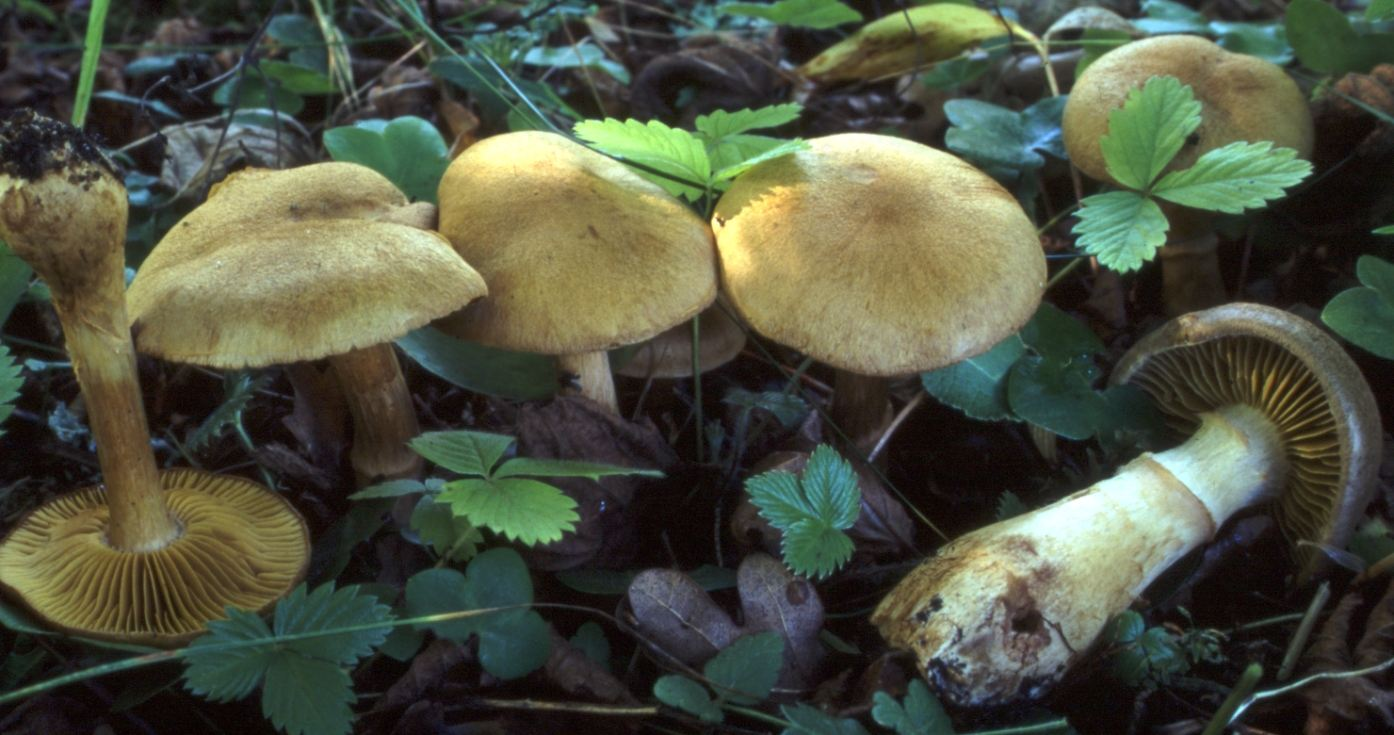
!!Cortinarius cotoneus!!
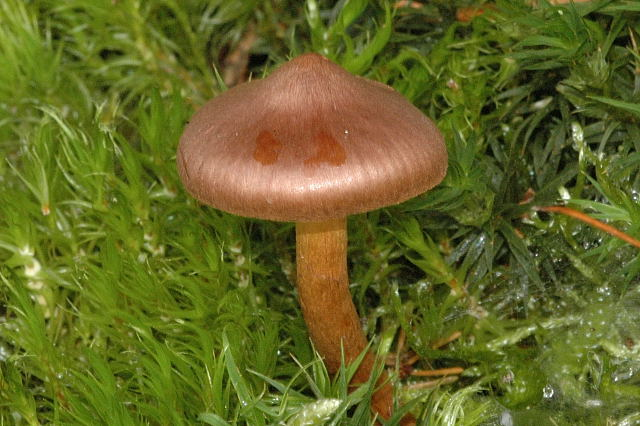
!!Cortinarius fasciatus!!
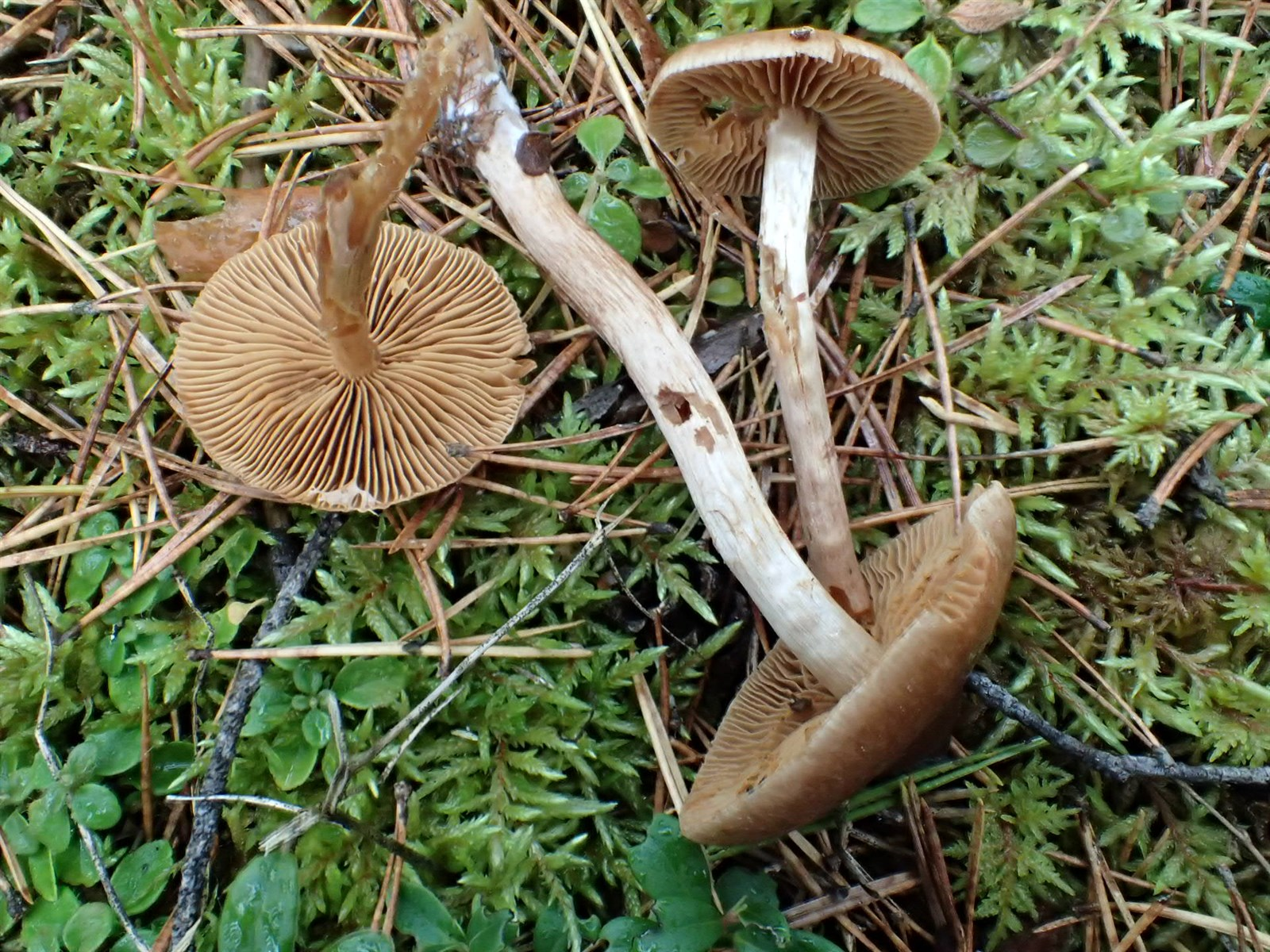
!Cortinarius fulvescens!
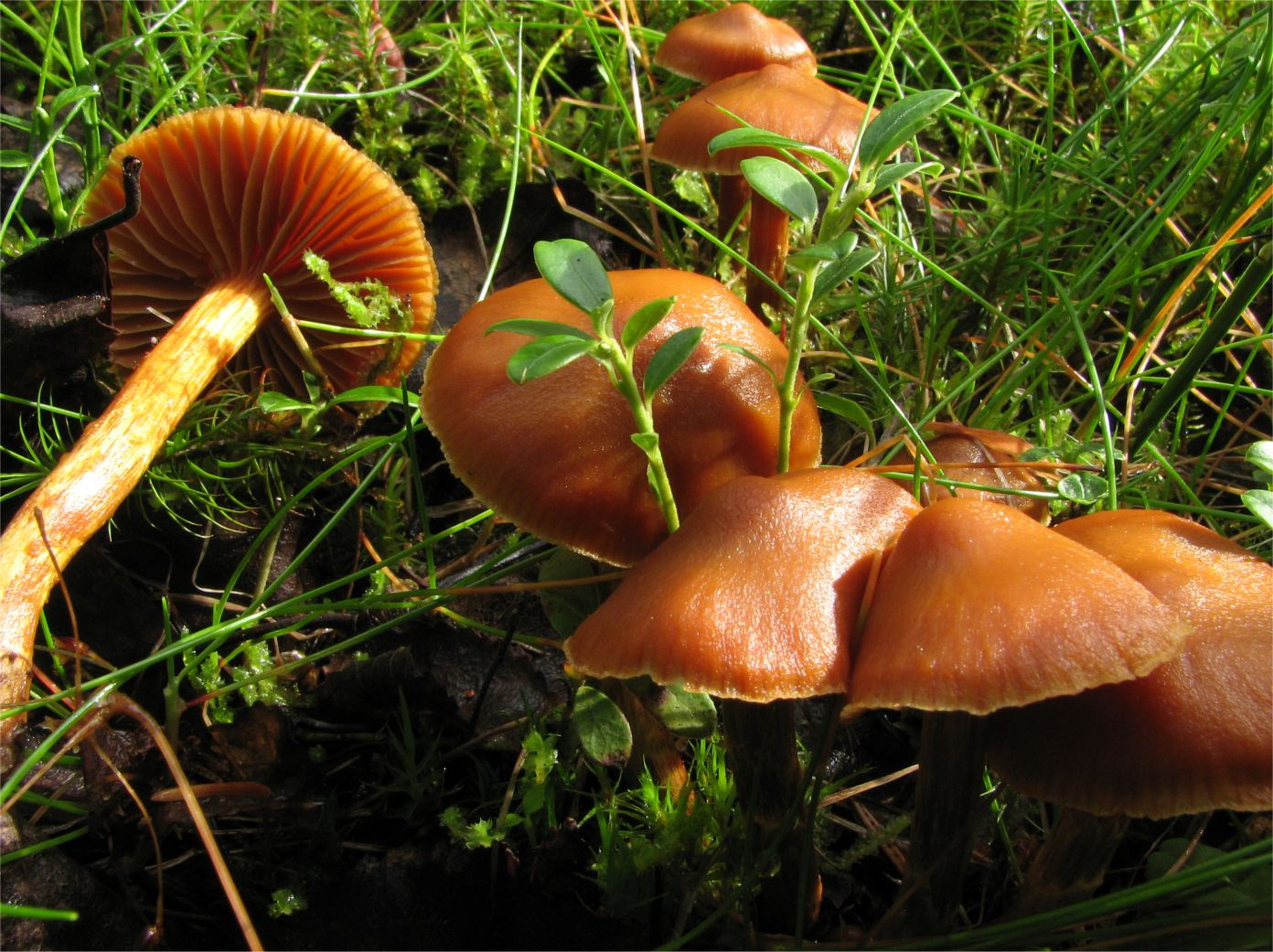
!!Cortinarius gentilis!!
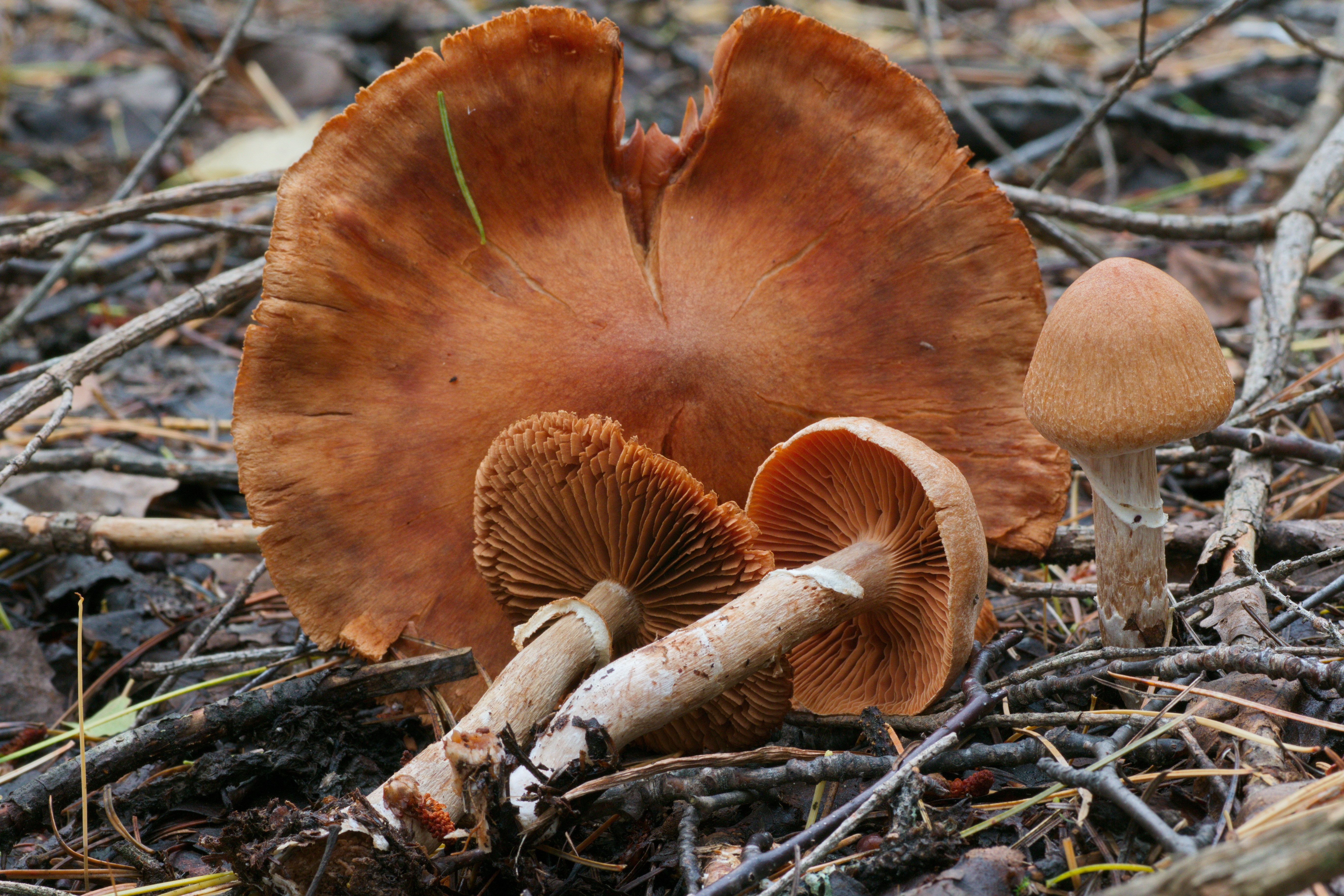
!Cortinarius laniger!

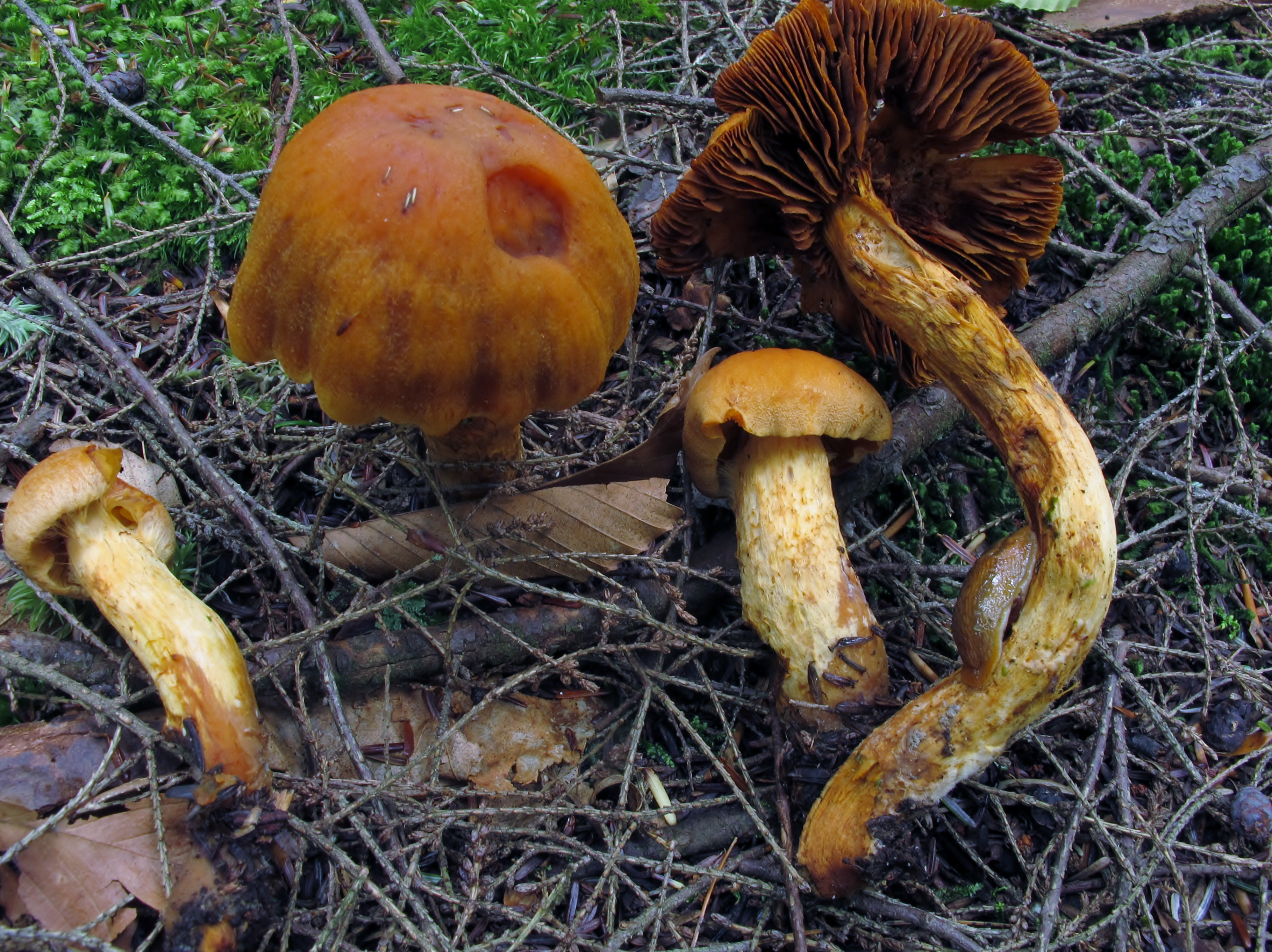
!!!Cortinarius limonius!!!
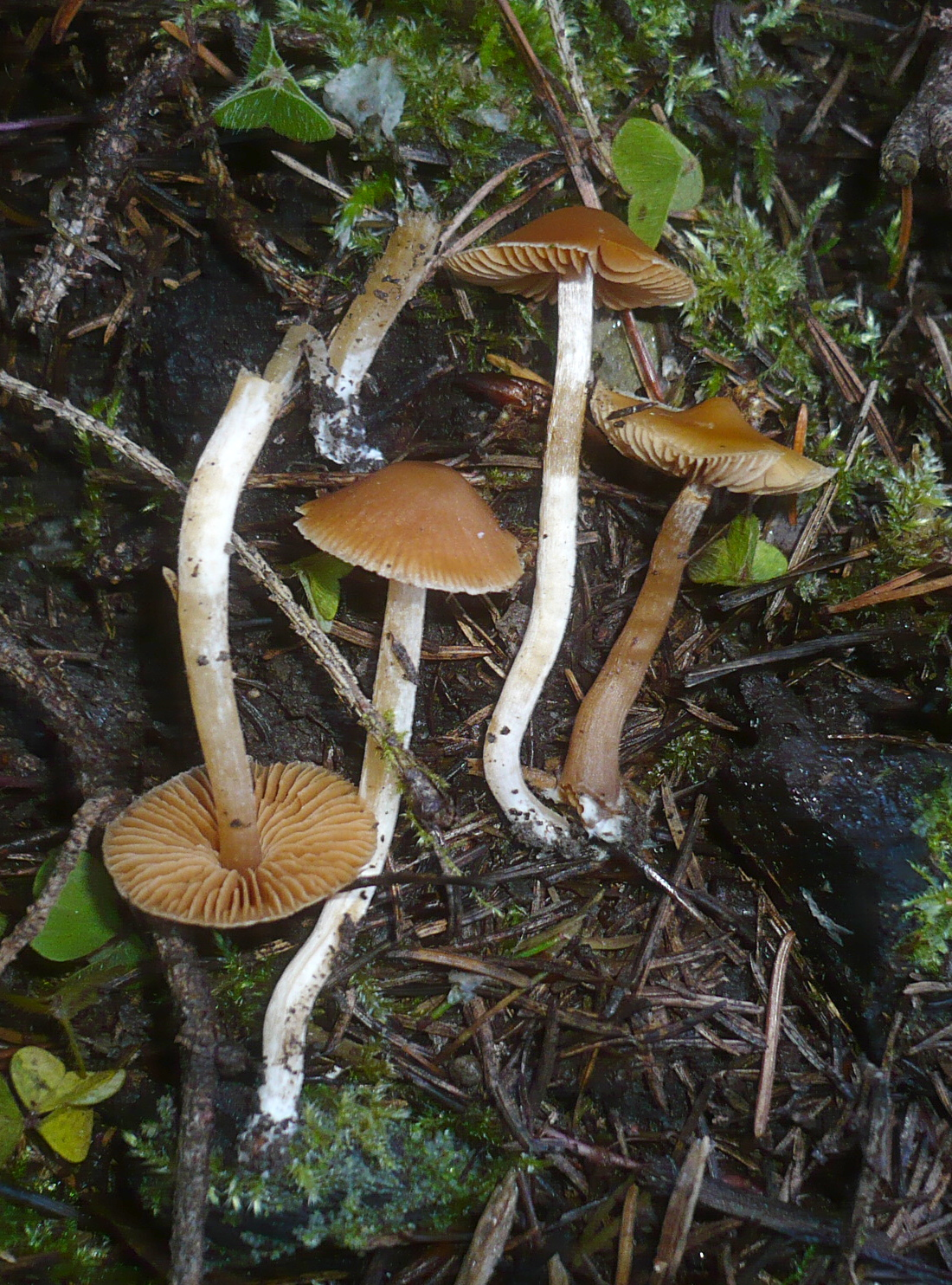
!Cortinarius obtusus!
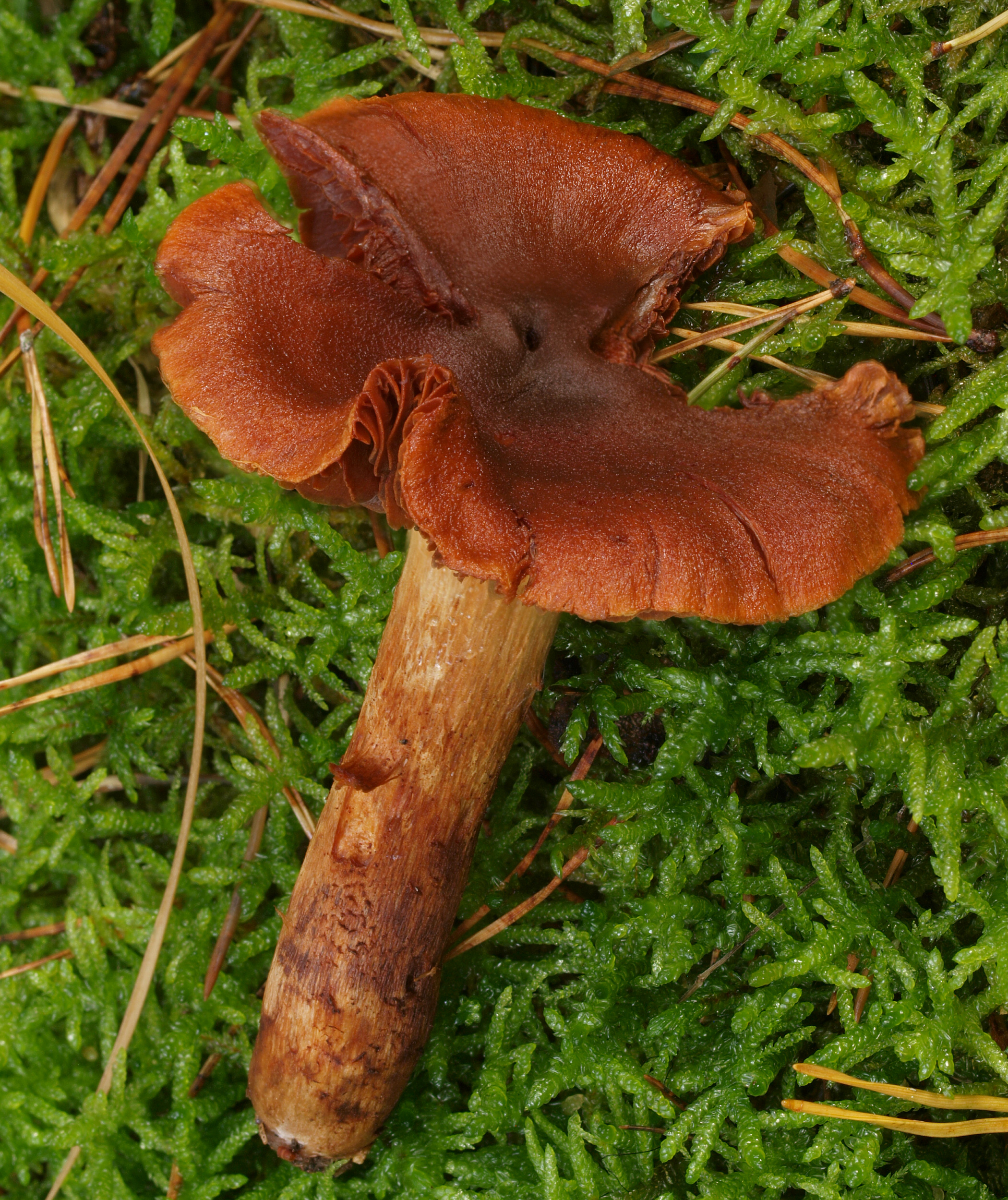
!!!Cortinarius orellanus!!!
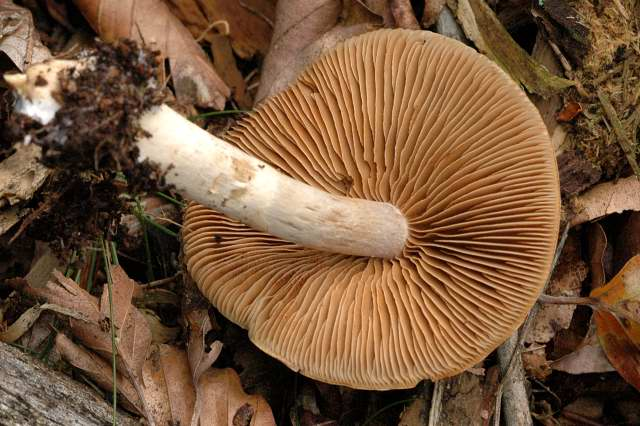
!Cortinarius rigens!
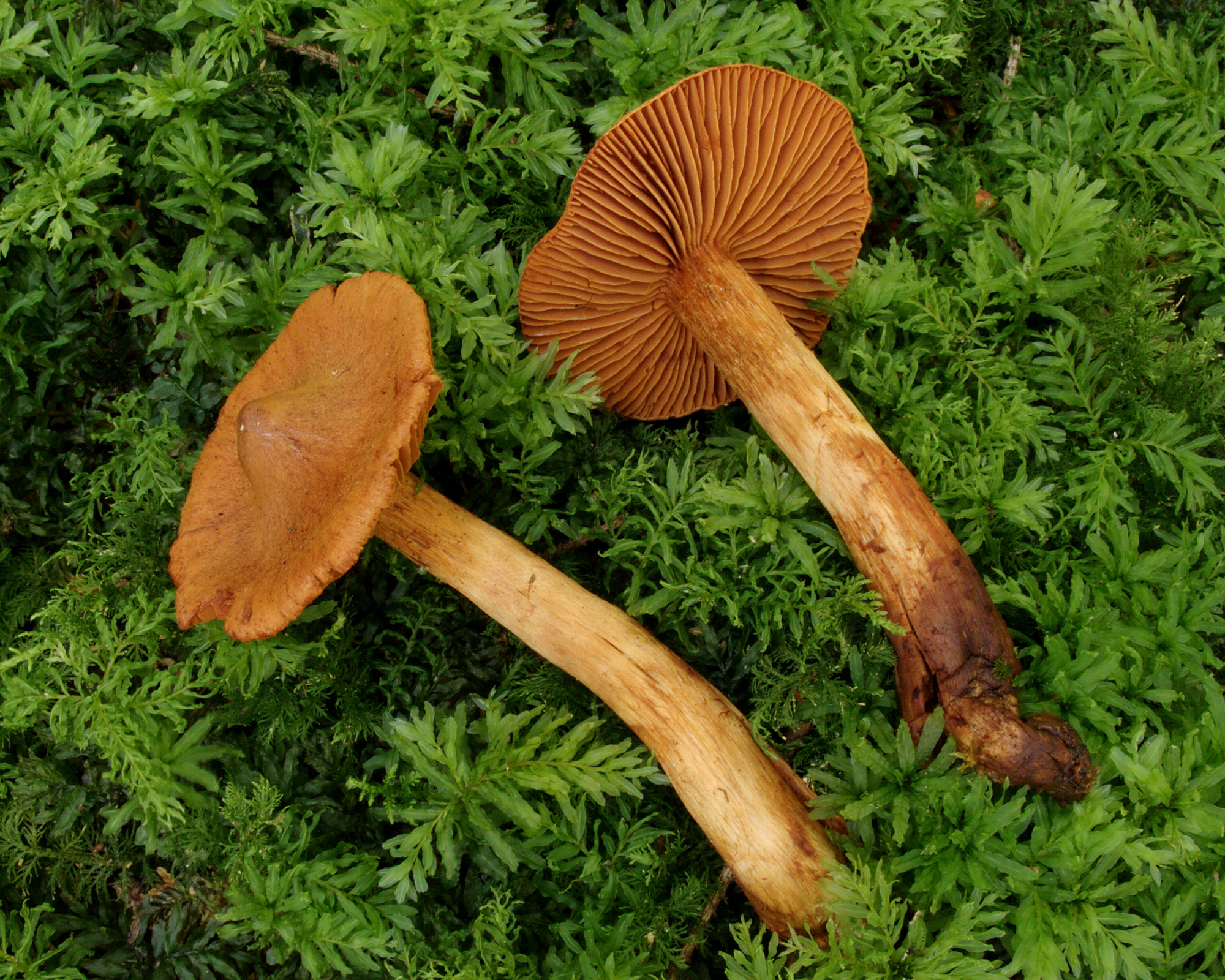
!!!Cortinarius rubellus!!!

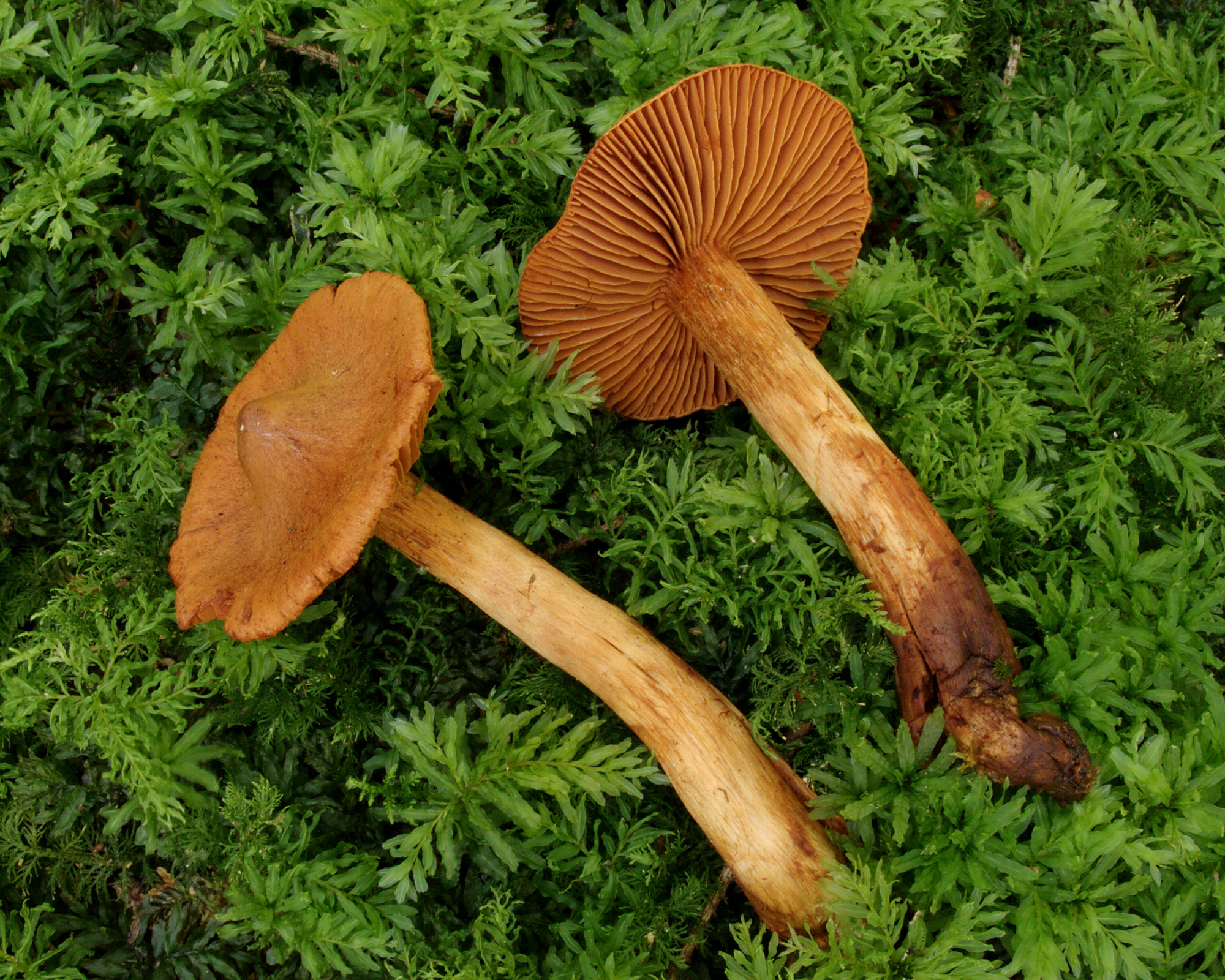
!!!Cortinarius speciosissimus!!!
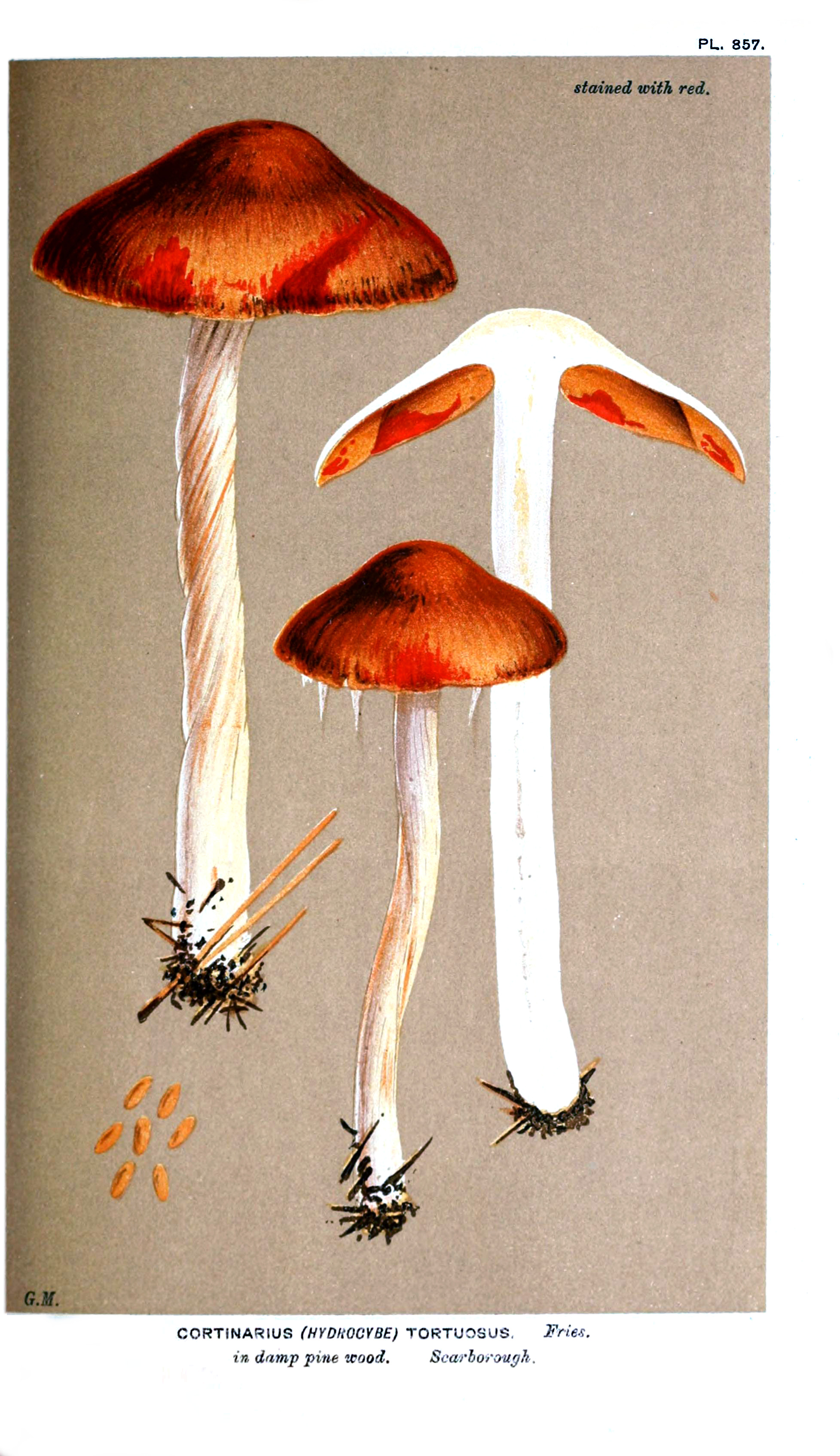
!!Cortinarius tortuosus!!
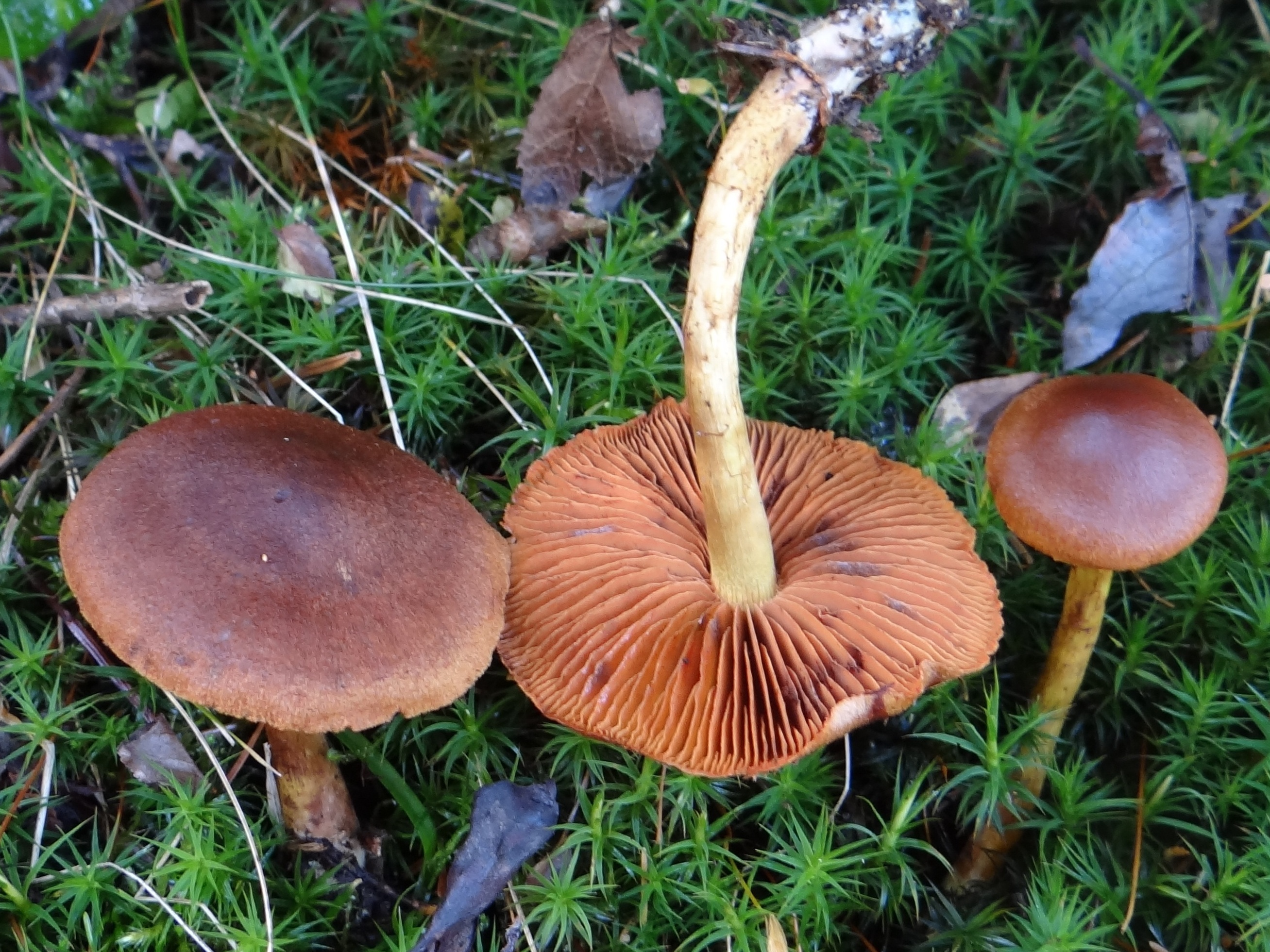
!!Cortinarius uliginosus!!
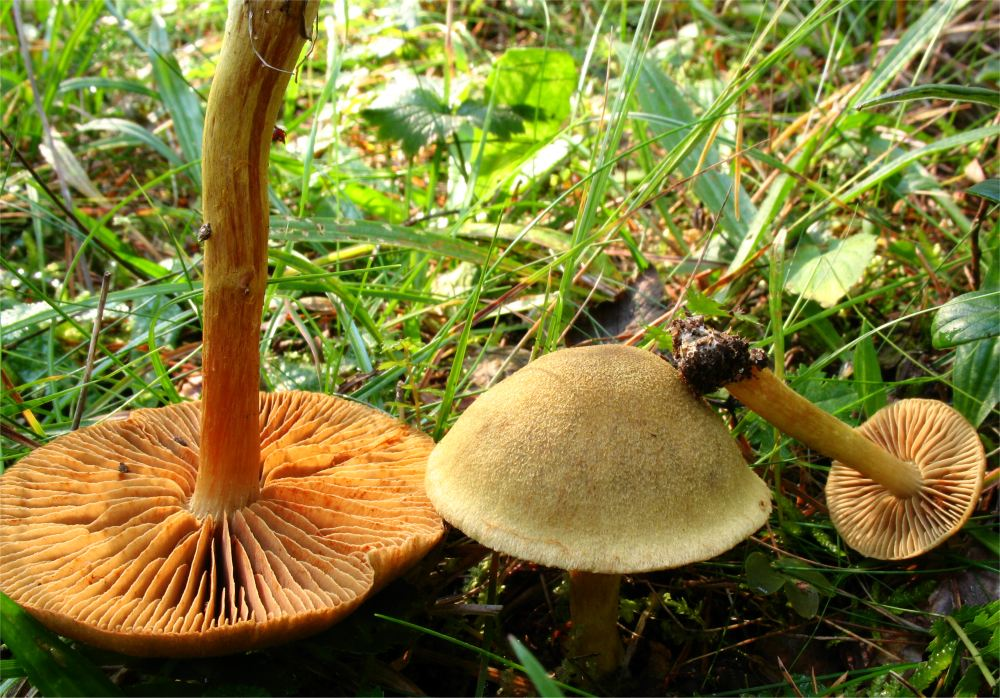
!!Cortinarius venetus!!

## Valorificare
Singur deja mirosul extrem de pământos interzice ingerarea acestei ciuperci.